# ألان مارثا
ألان مارثا (بالإندونيسية: Alan Martha)‏ (22 يوليو 1992 في إندونيسيا - ) هو لاعب كرة قدم ماليزي في مركز الهجوم. شارك مع منتخب إندونيسيا تحت 19 سنة لكرة القدم. أما مع النوادي، فقد لعب مع برسيجا جاكارتا ونادي سريويجايا وPersepam Madura Utama ‏ وKalteng Putra F.C. ‏ وSriwijaya F.C. U-21 ‏.

## وصلات خارجية
- ألان مارثا على موقع قاعدة بيانات كرة القدم.إي يو (الإنجليزية)
- ألان مارثا على موقع Soccerway.com (الإنجليزية)